# Abor Hills
Abor Hills är kullar i Indien.   De ligger i delstaten Arunachal Pradesh, i den östra delen av landet, 1 700 km öster om huvudstaden New Delhi.